# Cunegonde van Luxemburg
Cunegonde van Luxemburg, ook wel Kunigunde of Kunegundes, (Luxemburg, 980 - Kaufungen, 3 maart 1033) was een dochter van graaf Siegfried I van Luxemburg en Hedwig van Nordgau.
Ze volgde een religieus getinte opleiding en wilde zelf liever maagd blijven. Haar echtgenoot, koning Hendrik II van Duitsland, respecteerde haar wens. Ze werd samen met haar man in 1014 door paus Benedictus VIII gekroond tot keizerin van het Heilige Roomse Rijk in de Sint-Pietersbasiliek in Rome.
Ze werd nadien beschuldigd van omgang met andere mannen. Om haar onschuld te bewijzen, zo wil de legende, liep ze over gloeiende ploegscharen, zonder daarbij gewond te worden. Hierna zou haar man haar volledig hebben vertrouwd.
Als echtgenote van de keizer was ze maatschappelijk zeer actief. Cunegonde was de naaste adviseur van haar man in staatsaangelegenheden en wetgevingszaken. Ook was ze lid van een aantal raadgevende vergaderingen.
Na de dood van haar man, die voor hij stierf in 1024 het grootste deel van zijn vermogen aan goede doelen had weggegeven, regeerde zij nog enkele weken en behield de Regalia. Dan trok zij zich terug in de abdij Kaufungen, die zij zelf een aantal jaren ervoor gesticht had voor de benedictijnse nonnen. Een aantal jaren voordien was ze ernstig ziek. Ze had toen beloofd een klooster op te richten als ze zou genezen. Ze hield haar belofte en stichtte een klooster in Kaufungen. Tot haar dood vijftien jaar later spendeerde zij haar tijd als non. Na haar overlijden werd haar lichaam overgebracht naar Bamberg en te ruste gelegd naast dat van haar echtgenoot.
Cunegonde werd in 1200 heilig verklaard door paus Innocentius III. Zij is beschermheilige van Luxemburg. Haar feestdag is op 3 maart.

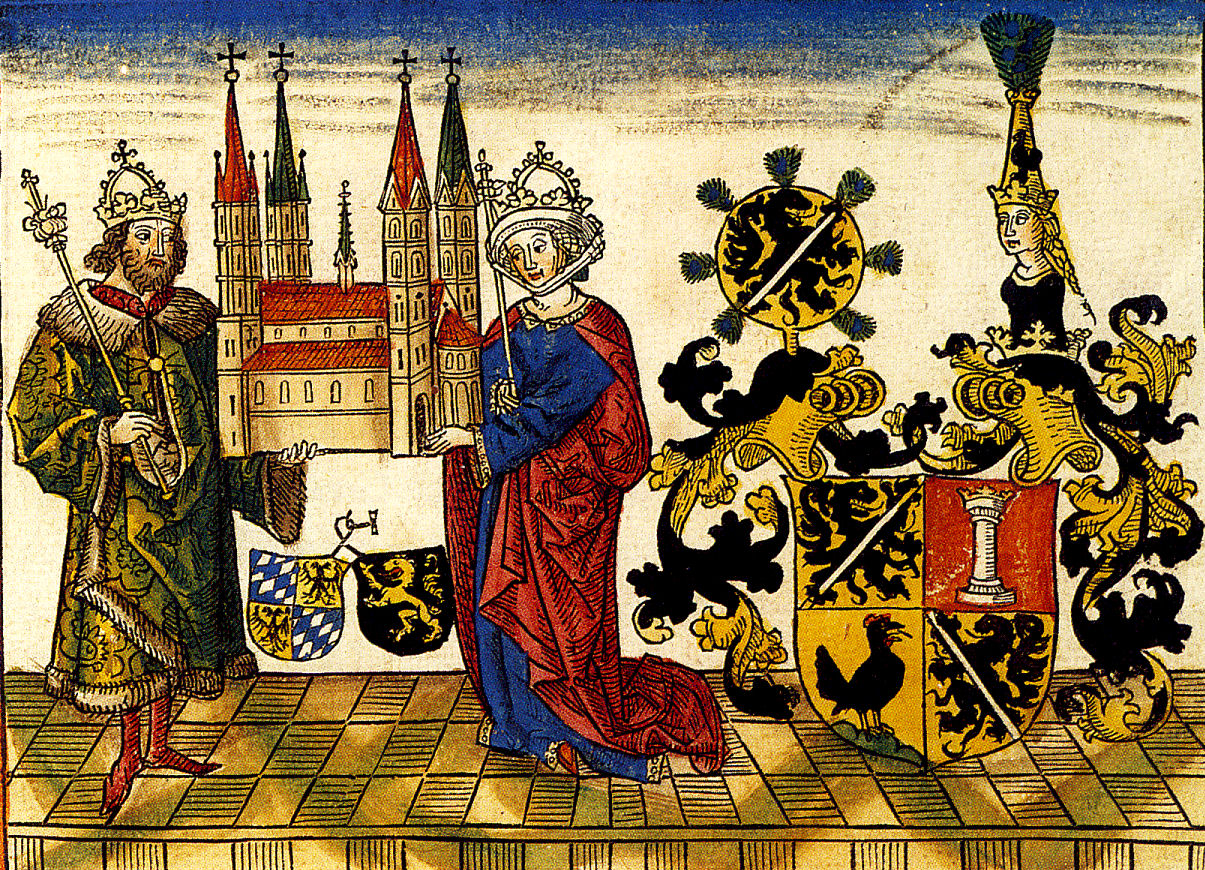
Hendrik II en Cunegonde stichten het bisdom Bamberg
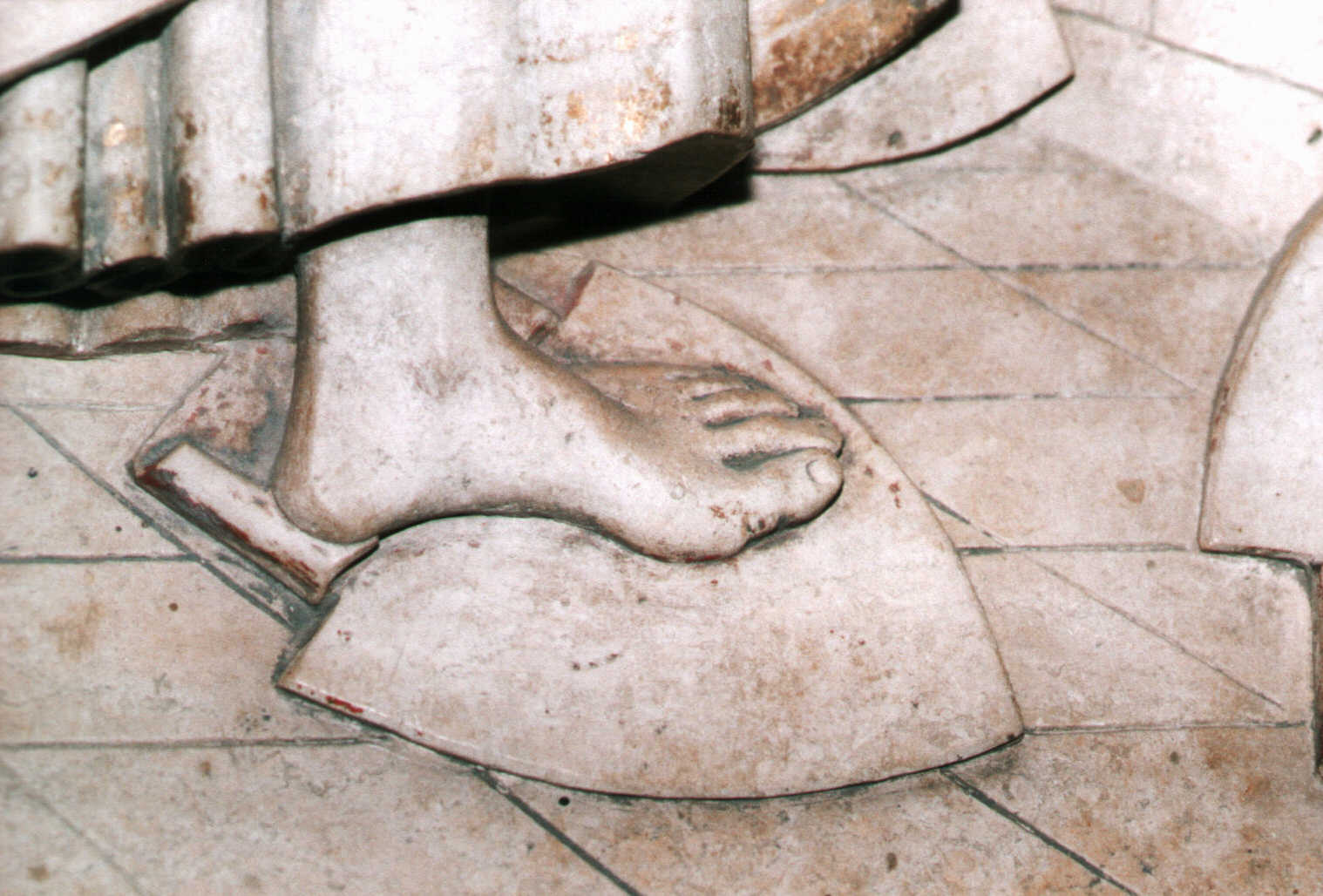
Voet van Cunegonde op gloeiende ploegschaar
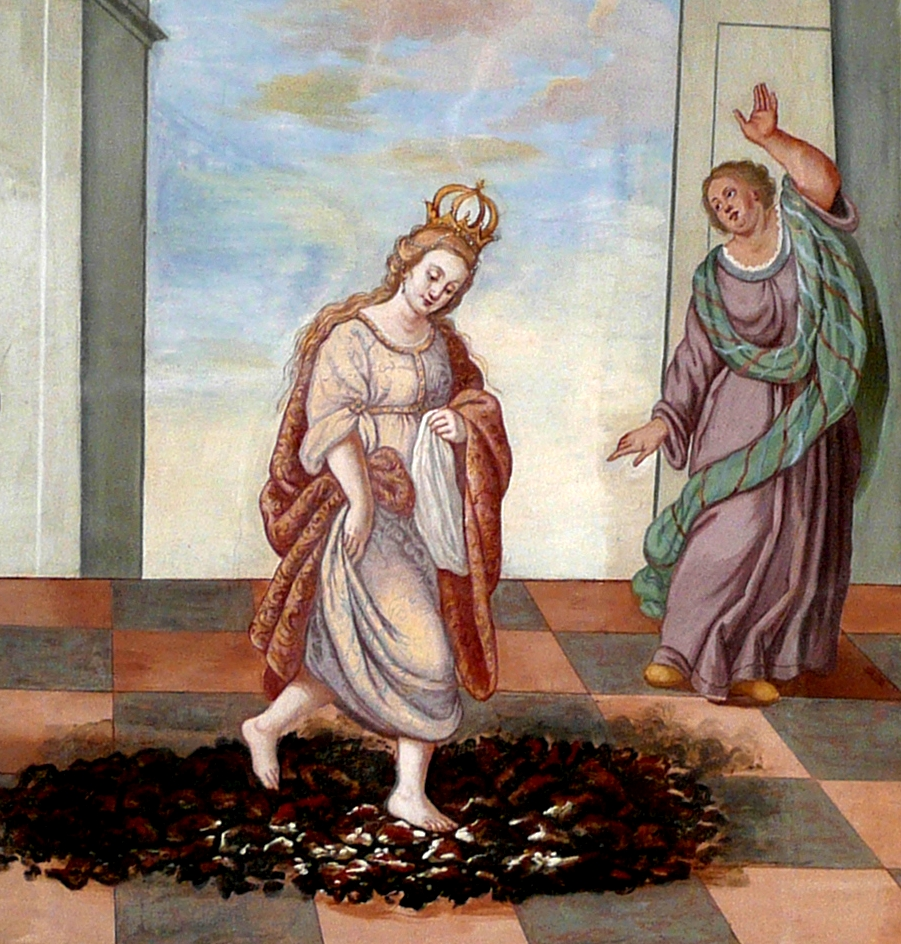
Het godsoordeel van Cunegonde